# Super CCD

Uspořádání čidel na maticích Super CCD

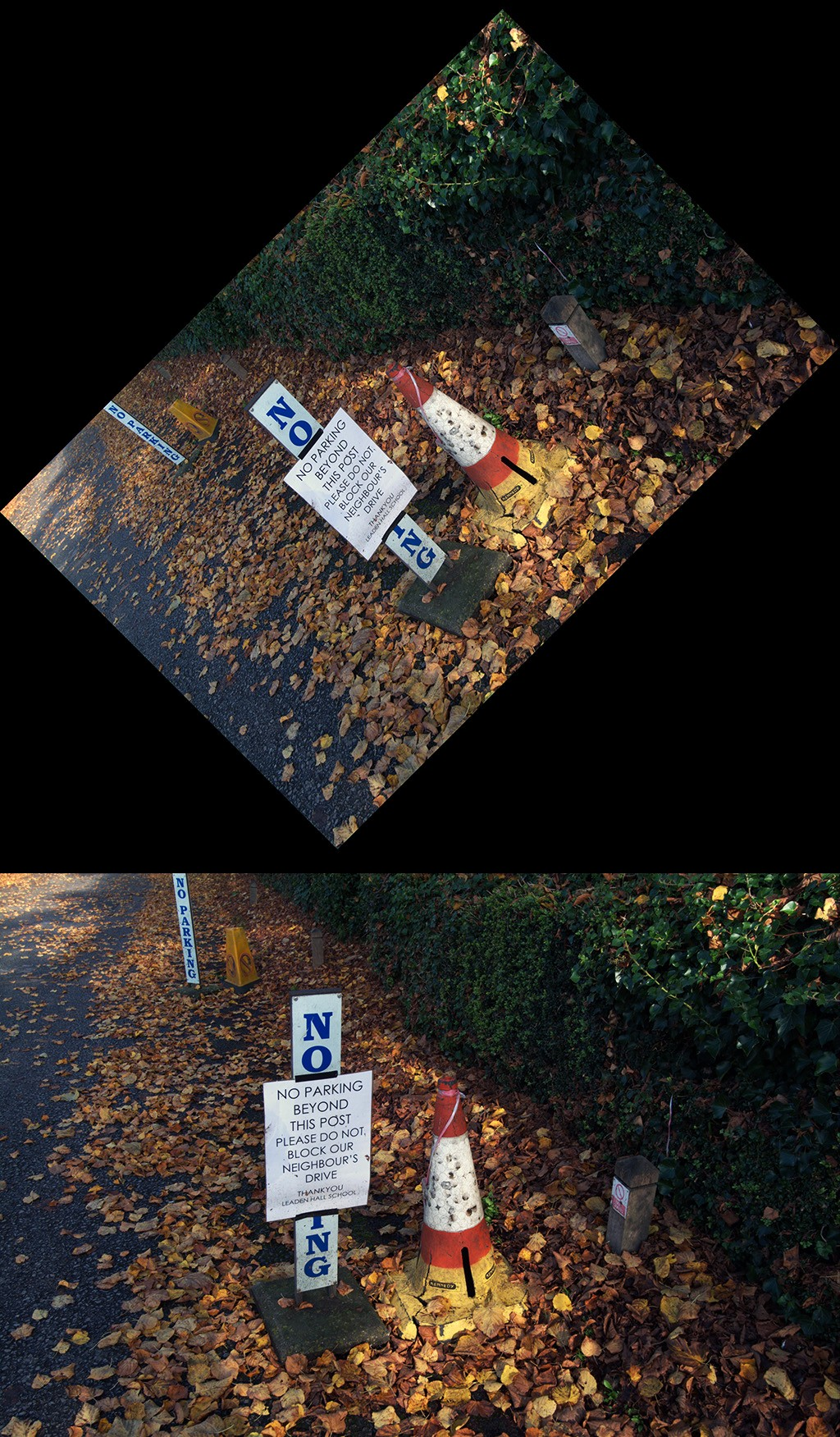
Fotografie pořízena fotoaparátem Fuji S2 Pro

Super CCD je proprietární technologie CCD, uvedená firmou Fuji v roce 1999. Vyznačuje se osmihranným tvarem buněk a jejich diagonálním uspořádáním.

## Typy Super CCD
- Super CCD HR
  - Využití u kompaktních fotoaparátů
- Super CCD SR
  - Využití u zrcadlovek
- Super CCD EXR
  - Zatím nejnověší typ.[1]

## Historie
Typ EXR představila firma Fujifilm při 10. výročí řady FinePix.

## Technologie
První změna, se kterou Fujifilm přišel je jiné řazení jednotlivých barev pixelů. Na snímači jsou vždy vedle sebe 2 pixely stejné barvy. Tím se docílí větší plochy a citlivosti každé barvy za sníženého šumu na snímku. Toto má ještě další výhodu. Tou je zvýšení dynamického rozsahu. U nejnovějších čipů (EXR) se využívá rozdělení pixelů na více citlivé a méně citlivé. Při pořizování snímku se zachytí s vyšší citlivostí a s nižší citlivostí a tyto 2 snímky se zkombinují do jednoho.
Další změnou je otočení obvykle obdélníkové sítě pixelů o 45°.